# Willard William Payne
Willard William Payne (1937) es un botánico estadounidense, especializándose en taxonomía, morfología vegetal, y citología.
Posee un B.Sc. por el Alma College (1955); el M.Sc. por la Universidad de Ohio (1957); y el Ph.D., por la Universidad de Míchigan (1962).
Ha sido profesor asociado de 1962 a 1964 en la Univ. de Míchigan. Asist. Prof. UIUC, 1964-1970. En la Universidad de Florida, Fairchild Tropical Botanical Garden, de 1970 a 2000.
Coautor de The Plant World, (w. HJ Fuller, ZB Carothers y MK Balbach), 1972. Autoridad sobre las plantas perjudiciales para los animales, Ambrosia (ambrosía) y tricomas vegetales. Publica habitualmente en Journal of the Arnold Arboretum.

## Algunas publicaciones
- 1969. A Quick Method for Clearing Leaves. Reimpreso, 2 pp.

### Libros
- harry j. Fuller, zane b. Carothers, willard w. Payne, margaret k. Balbach. 1972. The Plant World. 5ª ed. Ed. Holt, Rinehart & Winston, 553 pp. ISBN 0030773954, ISBN 9780030773952

- 1962. Biosystematic studies of four widespread weedy species of ragweeds (Ambrosia: Compositae). Ed. Univ. of Michigan, 331 pp.

## Honores
- 1972: pte del Exec. Bd. Am. Soc. Plant Taxonomists Sección de Colecciones de Am. Systematic
- La abreviatura «W.W.Payne» se emplea para indicar a Willard William Payne como autoridad en la descripción y clasificación científica de los vegetales.[2]